# Teoria das mudanças aceleradas
Nos estudos sobre o futuro e na história da tecnologia, a teoria das mudanças aceleradas diz respeito ao aumento na taxa de inovação tecnológica (e às vezes social e cultural) progredindo ao longo da história, o que pode sugerir a mudança mais rápida e mais profunda no futuro. Embora muitos tenham sugerido mudança acelerada, a sua popularidade nos tempos modernos, está intimamente associada com as ideias e os escritos de Raymond Kurzweil, especialmente em relação às suas teorias sobre a singularidade tecnológica.

## Primeiras teorias
Em 1958, Stanislaw Ulam escreveu em referência a uma conversa com John von Neumann:
| “ | Uma conversa centrada no sempre acelerado progresso da tecnologia e mudanças no modo de vida humana, que dá a aparência de se aproximar de alguma singularidade essencial na história da raça humana, que além dos assuntos, como nós os conhecemos, não poderia continuar. | ” |

Em seu livro "Mindsteps to the Cosmos" (HarperCollins, Agosto, 1983) Gerald S. Hawkins elucida sua noção de mindsteps, mudanças dramáticas e irreversíveis nos paradigmas ou visões de mundo. Ele identificou cinco mindsteps distintos na história humana, e a tecnologia que acompanhou essas "visões de mundo novo": a invenção do imaginário, escrita, matemática, impressão, telescópio, foguetes, computador, rádio, televisão... "Cada um tem a mente coletiva mais próxima da realidade, uma etapa mais adiante em sua compreensão da relação do homem com o cosmos". Ele observou: "O período de espera entre os mindsteps está ficando mais curto. Não se pode deixar de notar a aceleração." A equação de Hawkins quantificou e deu datas para os futuros mindsteps. A data do próximo mindstep (5; a série começa em 0) é dado como 2021, com dois mindsteps mais próximos, sucessivamente, até o limite da série, em 2053. Suas especulações se aventuram além do tecnológico:
| “ | Os mindsteps ... parecem ter certas coisas em comum - a novas invenções e desdobramentos da perspectiva humana, relacionadas na área de memória e comunicações, e um longo período de espera antes do próximo mindstep. Nenhum dos mindsteps pode-se dizer que foi verdadeiramente previsto, e a maioria encontrou resistência na fase inicial. Ao olharmos para o futuro, podemos igualmente sermos apanhados desprevenidos. Podemos ter que lidar com o momento inconcebível, com o alongamento mental de descobertas e conceitos. | ” |

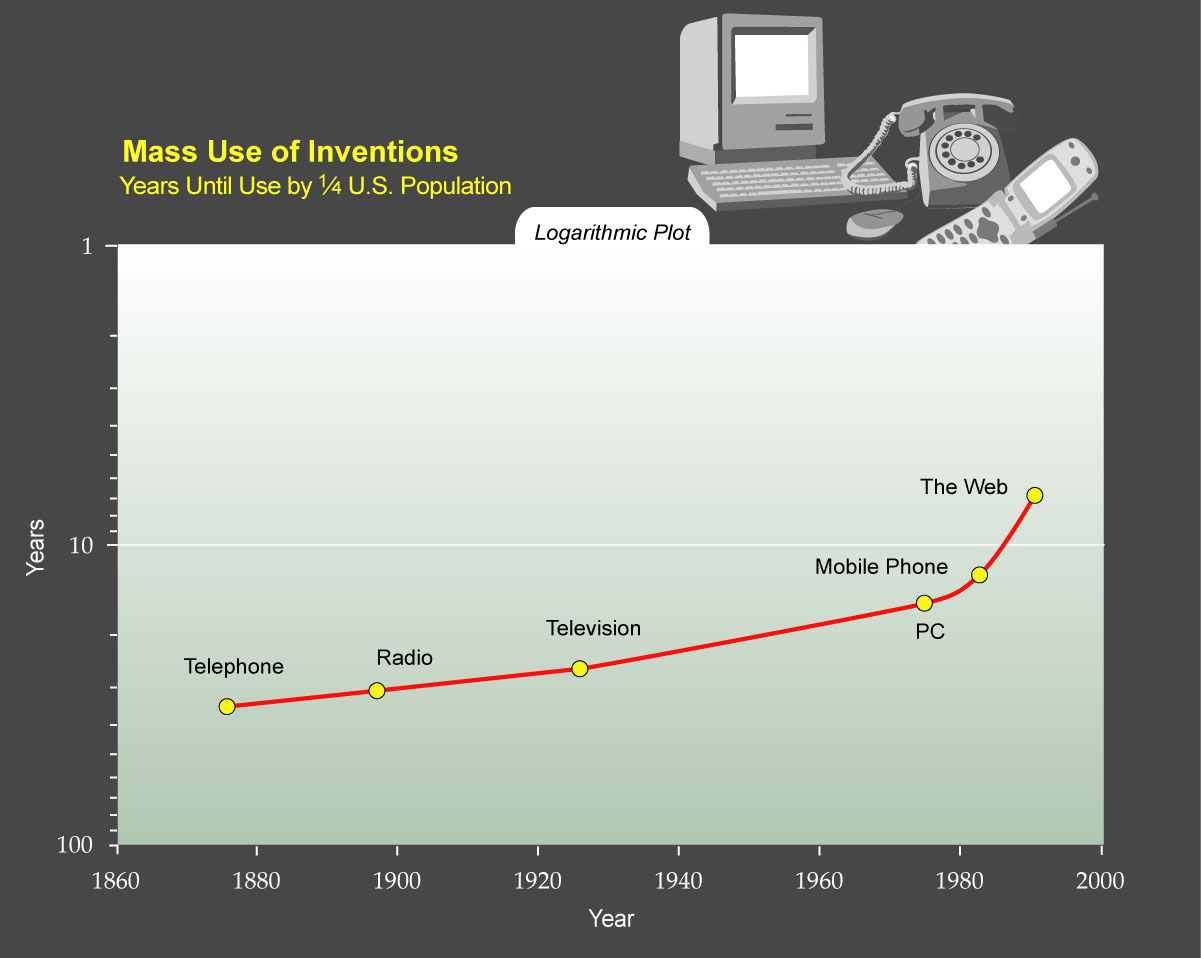
A massificação do uso das invenções: Anos até a sua utilização por um quarto da população norte-americana.

Desde antes de 1970 que outros autores, como Alvin Toffler (autor de Future Shock), Daniel Bell e John Naisbitt têm abordado as teorias da sociedade pós-industrial. Eles argumentam que a era industrial está chegando ao fim, e os serviços e informações estão suplantando a indústria e os bens. Algumas visões mais extremas da sociedade pós-industrial, principalmente na ficção, imaginam a eliminação da escassez econômica.
Muitos sociólogos e antropólogos criaram teorias sociais que lidam com a evolução social e cultural. Muitos, como Lewis Henry Morgan,  Leslie White, e Gerhard Lenski, declaram o progresso tecnológico a ser o principal fator que impulsionou o desenvolvimento da civilização humana.
O conceito de Morgan sobre os três maiores estágios da evolução social (selvageria, barbarismo e civilização) pode ser dividido por marcos tecnológicos, como o fogo, o arco, e cerâmica na era selvagem, a domesticação de animais, agricultura e metalurgia na época dos bárbaros e do alfabeto e a escrita na era da civilização.
Em vez de invenções específicas, White decidiu que a medida pela qual julgar a evolução da cultura foi a energia. Para White, "a função primária da cultura" é a de "aproveitar a energia e controlá-la. White distingue cinco fases do desenvolvimento humano: Na primeira, as pessoas usam a energia de seus próprios músculos. Na segunda, usam a energia de animais domesticos. Na terceira, usam a energia das plantas (revolução agrária). Na quarta, aprendem a usar a energia de recursos naturais: carvão, gás, petróleo. Na quinta, aproveitam a energia nuclear. Craig Brownell sugere que poderia haver um sexto estágio nesta série: a utilização de ponto-zero de energia flutuação do vácuo quântico, para a propulsão, se não a geração de energia reais. Há muito debate sobre se o efeito Casimir que pode ser explorado, no entanto.
White apresenta uma fórmula P = ET, onde E é uma medida de energia consumida, e T é a medida de eficiência dos factores de ordem técnica que utiliza a energia. Em suas próprias palavras, "a cultura evolui à medida que a quantidade de energia aproveitada per capita por ano é maior, ou como a eficiência dos meios instrumentais de colocar a energia para o trabalho é maior". O astrônomo russo Nikolai Kardashev extrapolou essa teoria para criar a escala de Kardashev, que classifica o uso de energia de civilizações avançadas. Uma esfera de Dyson é do tipo II a esta escala, e a humanidade está atualmente em cerca de 0,72.
Lenski assume uma abordagem mais moderna e centra-se na informação. Quanto mais informação e conhecimento (especialmente permitindo a formação de ambiente natural) uma dada sociedade tem, mais avançada ela é. Ele identifica quatro estágios do desenvolvimento humano, com base em avanços na história da comunicação. Na primeira fase, a informação é passada pelos genes. Na segunda, quando os seres humanos de ganham a inteligência, eles podem aprender e passar informações pela experiência. Na terceira, o homem começa a usar sinais e desenvolver a lógica. Na quarta, eles podem criar símbolos, desenvolver a linguagem e a escrita. Avanços na tecnologia de comunicação traduz em avanços no sistema econômico e sistema político, a distribuição de bens, a desigualdade social e de outras esferas da vida social. Ele também diferencia as sociedades baseadas em seu nível de tecnologia, comunicação e economia: (1) caçadores e coletores (2) agricultores simples (3) agricultores avançados (4) indústriais (5) especiais (como sociedades pesqueiras).

## Kurzweil e ateoria das mudanças aceleradas
Kurzweil em seu ensaio de 2001 "A Teoria das Mudanças Aceleradas" estende a lei de Moore para descrever um crescimento exponencial do progresso tecnológico. A lei de Moore descreve um padrão de crescimento exponencial na complexidade dos circuitos integrados de semi condutores. Kurzweil estende esta para incluir as tecnologias de longe, antes do circuito integrado a novas formas de tecnologia. Sempre que uma tecnologia encontra algum tipo de barreira, segundo Kurzweil, uma nova tecnologia vai ser inventada para que possamos atravessar essa barreira. Ele cita vários exemplos do passado desta para fundamentar suas afirmações. Ele prevê que mudanças de paradigma, como têm sido e continuarão a se tornar cada vez mais comum, levando a "mudanças tecnológicas tão rápidas e profundas que representa uma ruptura no tecido da história humana". Ele acredita que a teoria das mudanças aceleradas implica que uma singularidade tecnológica irá ocorrer na primeira metade do século XXI, em 2045.

O ensaio começa:
| “ | Uma análise da história da tecnologia demonstra que a mudança tecnológica é exponencial, ao contrário do senso comum "visão linear 'intuitivo. Portanto, não teremos a experiência de 100 anos de progresso no século XXI — será mais parecido com 20000 anos de progresso (na taxa de hoje). Os "retornos", como a velocidade do chip e custo-efetividade, também aumentam exponencialmente. Há ainda o crescimento exponencial na taxa de crescimento exponencial. Dentro de algumas décadas, a inteligência da máquina irá superar a inteligência humana, levando à singularidade — mudança tecnológica tão rápida e profunda que representa uma ruptura no tecido da história humana. As implicações incluem a fusão da inteligência biológica e não biológica, software-humano, imortal, e ultra-altos níveis de inteligência que se expandem no universo na velocidade da luz. | ” |

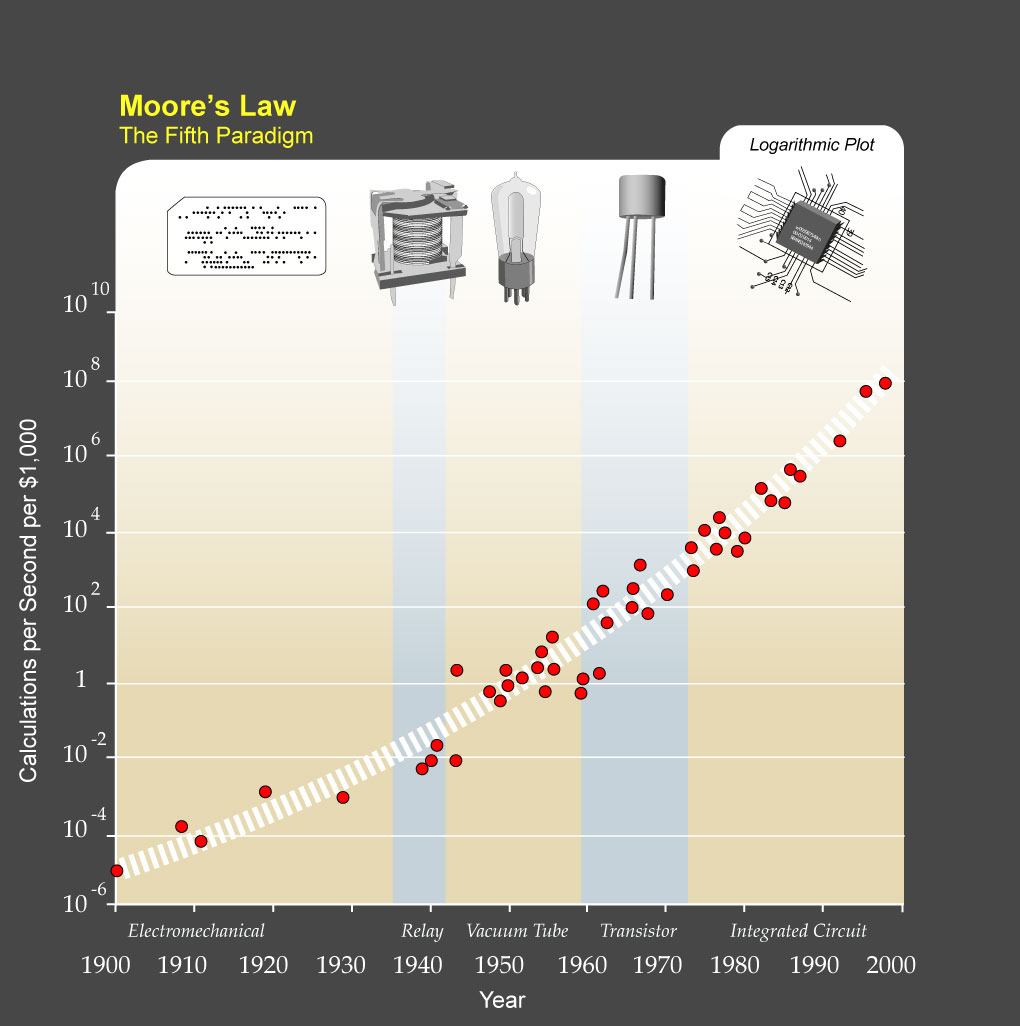
Lei de Moore expandida para outras tecnologias.

A teoria da mudanças aceleradas mudou em muitos aspectos e alteraram a percepção pública da Lei de Moore. É comum (porém errada) a crença de que a Lei de Moore faz previsões sobre todas as formas de tecnologia, quando na verdade ele apenas se refere a circuitos de semi condutores. Muitos futuristas ainda usam o termo "Lei de Moore" para descrever ideias como as apresentadas por Kurzweil e outros.
Segundo Kurzweil, desde o início da evolução, formas de vida mais complexas foram evoluindo exponencialmente mais rápido, com intervalos mais curtos entre o surgimento de novas formas de vida radicalmente, como seres humanos, que têm a capacidade de engenheiro (intencionalmente projetar com eficiência), uma nova característica que substitui relativamente cegos mecanismos evolutivos da seleção para a eficiência. Por extensão, a taxa de progresso técnico entre os seres humanos também foi aumentando exponencialmente, à medida que descobrimos maneiras mais eficazes de fazer as coisas, nós também descobrimos formas mais eficazes de aprender, ou seja, linguagem, números, linguagem escrita, filosofia, método científico, os instrumentos de observação, os dispositivos de computação, calculadoras mecânicas, computadores, cada um destes grandes avanços em nossa capacidade para dar conta de informações ocorrem cada vez mais próximas entre si. Já dentro dos últimos sessenta anos, a vida no mundo industrializado mudou quase irreconhecível, exceto para viver as memórias da primeira metade do século XX. Kurzweil desenvolve o seu ponto de vista em seu livro The Age of Spiritual Machines e The Singularity Is Near.

## Críticas
Alguns afirmam que o crescimento exponencial do progresso tecnológico pode tornar-se linear ou flexionadas, ou pode começar a aplainar em uma curva de crescimento limitado. Neste modelo, em vez de uma aceleração global do progresso, o avanço tecnológico salta para a frente sempre que há um ser humano "comprando" em barracas, sempre que sempre que haja nenhum benefício suficientemente grande para o lucro tecnólogos. Como resultado, a seqüência de mudanças nunca é íngreme o suficiente para tornar-se uma singularidade.
Exemplos de grandes "compras" em tecnologia incluem a revolução do computador, bem como projetos massivos do governo como o Projeto Manhattan e o Projeto Genoma Humano. A fundação organizadora do Prêmio Matusalém acredita que a pesquisa do envelhecimento pode ser objeto de um projeto massivo se ocorresse progresso substancial em retardar ou reverter o envelhecimento celular em camundongos.
Ambos Theodore Modis e Jonathan Huebner discutiram — cada um com perspectivas diferentes — que a taxa de inovação tecnológica não só deixaram de subir, mas na verdade está agora em declínio. A validade de suas conclusões foi  criticada por John Smart.
A escolha tecnológica de "marcos", definindo o sentido do "crescimento" tecnológico, e semelhantes exercícios de semântica incluem muitas vezes a subjetividade significativa e, portanto, facilmente criticada. Por exemplo, pode-se afirmar que as invenções são geralmente criadas por uma população fixa de inventores humanos a uma taxa constante, independentemente das suas proezas tecnológicas atuais e, portanto, "progresso" tecnológico é uma função do crescimento da população, e não invenções passadas.
De fato, a "singularidade tecnológica" é apenas uma de algumas singularidades detectadas através da análise de uma série de características do desenvolvimento do sistema mundial, por exemplo, com relação à população do mundo, o PIB mundial, e alguns outros índices econômicos. Isso demonstrou que o padrão hiperbólico do mundo demográfico, econômico, cultural, urbanístico e do crescimento tecnológico (observado por muitos séculos, se não milênios antes da década de 1970) poderia ser explicada por um mecanismo bastante simples, o feedback positivo segundo a ordem não-linear, que foi mostrado há muito tempo, precisamente para gerar o crescimento da hiperbólica, conhecida também como "regime de explosão" (implicando apenas singularidades do finito-tempo). No nosso caso, esse feedback positivo segundo a ordem não-linear é a seguinte: mais pessoas - mais inventores em potencial - mais rápido crescimento tecnológico - capacidade da Terra cresce mais rapidamente - o crescimento mais rápido da população - mais pessoas - mais inventores em potencial - mais rápido crescimento tecnológico, e assim sucessivamente. Por outro lado, esta investigação tem demonstrado que, desde a década de 1970 o sistema mundial não se desenvolve mais hiperbolicamente. O seu desenvolvimento se afasta cada vez mais do "regime de explosão", e neste momento ele está se afastando da singularidade, em vez de estar em direção da singularidade.
Juergen Schmidhuber chama singularidade ômega, referindo-se ao ponto ômega de Teilhard de Chardin (1916). Para Omega = 2040 ele diz que a série Omega - 2 ^ n vidas humanas (n <10; uma vida = 80 anos) cerca de etapas mais importantes de acontecimentos da história humana. Mas ele também questiona a validade de tais listas, sugerindo que apenas refletem uma regra geral para "tanto a memória individual do ser humano único e da memória colectiva de sociedades inteiras e seus livros de história: quantidades constantes de espaço de memória alocado para obter exponencialmente maior, adjacente intervalos de tempo cada vez mais para o passado". Ele sugere que esta pode ser a "razão porque nunca houve uma escassez de profetas prevendo que o fim está próximo - os eventos importantes de acordo com sua própria visão do passado sempre parece acelerar de forma exponencial."

## Galeria
Kurzweil criou os seguintes gráficos para ilustrar sua opinião a respeito de sua teoria das mudanças aceleradas.

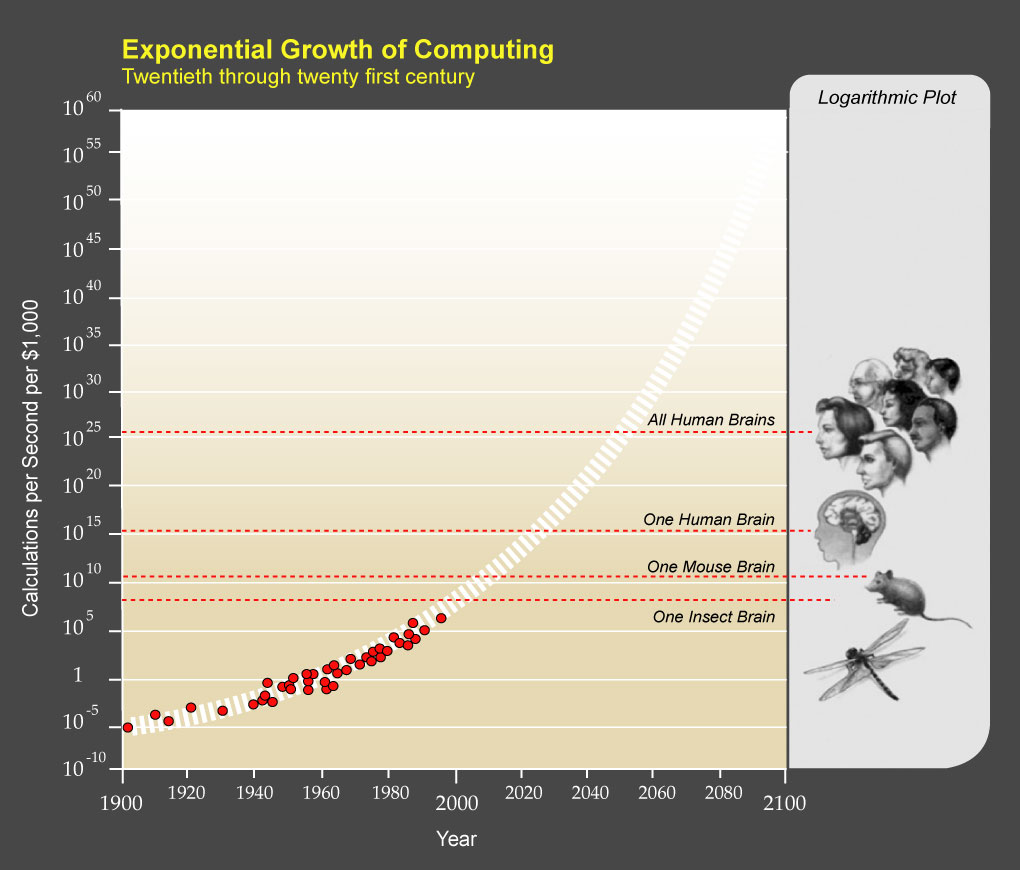
Crescimento exponencial do poder do computador
Crescimento exponencial do poder do supercomputador